# Alan Brooke
Alan Francis Brooke, 1º Visconde Alanbrooke (Bagnères-de-Bigorre, 23 de julho de 1883 – Hartley Wintney, 17 de junho de 1963), foi um oficial sênior do Exército Britânico. 

## Carreira
Ele foi chefe do Estado-Maior Imperial (CIGS), o chefe profissional do Exército britânico, durante a Segunda Guerra Mundial, e foi promovido a marechal de campo em 1º de janeiro de 1944. Como presidente do Comitê de Chefes de Estado-Maior, Brooke foi o principal conselheiro militar do primeiro-ministro Winston Churchill, e teve o papel de coordenador do Esforços militares britânicos na vitória dos Aliados em 1945. Depois de se aposentar do Exército Britânico, ele serviu como Lord High Constable da Inglaterra durante a coroação da rainha Elizabeth II em 1953. Seus diários de guerra atraíram a atenção por suas críticas a Churchill e pela franqueza de Brooke. opiniões sobre outras figuras importantes da guerra.

## Segunda Guerra Mundial
Após a eclosão da guerra, Brooke comandou o II Corpo da Força Expedicionária Britânica estacionado na França, com o qual penetrou na Bélgica e mais tarde foi forçado a voltar para a costa durante a invasão alemã da França. Ele desempenhou um papel importante na evacuação das tropas aliadas de Dunquerque.
Em julho de 1940, ele foi contratado para substituir o general Sir Edmund Ironside no comando das Forças de Defesa Britânicas, junto com a comissão para realizar os preparativos anti-invasão britânicos durante a Segunda Guerra Mundial. Em dezembro de 1941 foi nomeado chefe do Estado-Maior Imperial; mais tarde, ele também foi nomeado para o Comitê de Chefes de Estado-Maior, mantendo os dois cargos até sua aposentadoria em 1946.
Durante a maior parte da Segunda Guerra Mundial, Brooke foi o principal conselheiro militar do primeiro-ministro Sir Winston Churchill, do Gabinete de Guerra e dos aliados da Grã-Bretanha. Como chefe do Estado-Maior Imperial, ou CIGS, Brooke era o chefe funcional do exército britânico, bem como membro do Comitê de Chefes de Estado-Maior, o que o tornou responsável pela direção estratégica geral do esforço de guerra britânico. Embora possa parecer uma tarefa alheia ao sucesso dos aliados, vale lembrar que Brooke foi (entre outras coisas) responsável por designar os generais que deveriam liderar cada força britânica, bem como os homens e material designados para cada um. Nesse sentido, quase sempre fez prevalecer sua opinião sobre Churchill, que como ministro da Defesa foi o signatário final das nomeações.
Em 1941, foi-lhe oferecido o comando das forças britânicas no Oriente Médio, mas recusou, argumentando que ele era o general que melhor sabia como lidar com o primeiro-ministro Churchill, de quem ele disse "muitas vezes parece vulnerável à má orientação de pessoas não qualificadas". Ele propôs em seu lugar o general Sir Claude Auchinleck, que desempenhou um papel espetacular contra as forças italianas até a chegada de Erwin Rommel ao comando do Afrika Korps.
Em 1942, Brooke juntou-se ao Combined Joint of Allied Chiefs of Staff, localizado em Washington D.C. Mais tarde ficaria desapontado com o fato de perder o comando conjunto da Operação Overlord em favor do general americano Dwight D. Eisenhower, embora sempre tenha mantido relações cordiais com ele.